# Troy Pride
* solo in precampionato e/o in squadra di allenamento
Troy Pride Jr. (19 gennaio 1998) è un giocatore di football americano statunitense che milita nel ruolo di cornerback per i Las Vegas Raiders della National Football League (NFL).

## Carriera

### Carolina Panthers
Pride al college giocò a football a Notre Dame dal 2016 al 2019. Fu scelto nel corso del quarto giro (113º assoluto) del Draft NFL 2020 dai Carolina Panthers. Debuttò come professionista nella gara del primo turno contro i Las Vegas Raiders mettendo a segno 7 tackle. La sua stagione da rookie si concluse con 42 placcaggi e 3 passaggi deviati in 14 presenze, 8 delle quali come titolare.
Il 17 agosto 2021 Pride, dopo essersi infortunato ad un ginocchio nel corso del precampionato, fu spostato nella lista riserve/infortunati concludendo anzitempo la sua seconda stagionebda professionista.
Il 16 maggio 2022 Pride non superò il controllo medico e fu svincolato dai Panthers.

### New Orleans Saints
L'11 gennaio 2023 Pride firmò da riserva/contratto futuro con i New Orleans Saints. Pride non rientrò nel roster attivo per la stagione e il 29 agosto 2023 fu svincolato.

### Las Vegas Raiders
Il 13 settembre 2023 Pride firmò per la squadra di allenamento dei Las Vegas Raiders.